# Joshua Levering
Joshua Levering, född 12 september 1845 i Baltimore, död 1935, var en amerikansk politiker, religiös ledare och nykterhetsaktivist. Han kandiderade för Prohibition Party i presidentvalet i USA 1896 och kom på fjärde plats med 0,9 % av rösterna.
Levering var ursprungligen en obunden demokrat och vice ordförande (vice president) i Southern Baptist Convention. År 1884 gick han med i Prohibition Party och stödde John St. John i presidentvalet. Partiet nominerade Levering år 1896 och som vanligt var alkoholförbud den centrala frågan i partiets plattform.